# Anacampseros comptonii
Anacampseros comptonii är en tvåhjärtbladig växtart som beskrevs av Neville Stuart Pillans. Anacampseros comptonii ingår i släktet Anacampseros och familjen Anacampserotaceae. Inga underarter finns listade i Catalogue of Life.